# Taeniotes orbignyi
Taeniotes orbignyi là một loài bọ cánh cứng trong họ Cerambycidae.